# Notophyllia recta
Notophyllia recta är en korallart som beskrevs av Dennant 1906. Notophyllia recta ingår i släktet Notophyllia och familjen Dendrophylliidae. Inga underarter finns listade i Catalogue of Life.